# Мокегуа
Моке́гуа (исп. Moquegua) — небольшой регион в южной части Перу, расположенный между берегом Тихого океана и Андами. Название региона кечуанского происхождения и означает «тихое место». Административным центром региона является город Мокегуа, но порт, город Ило — экономический центр.

## История
13 августа 1868 года в провинции Арика произошло одно из самых сильных землетрясений в истории, которое докатилось и сюда; число погибших и пострадавших исчислялось тысячами, кроме того был нанесён серьёзный материальный ущерб.

## Население
Население региона — 175 тысяч человек, преимущественно метисы, но значительную часть составляют коренные народности кечуа и аймара. Население сконцентрировано вблизи крупных городов Ило и Мокегуа. В северных районах между двумя последними переписями наблюдалась убыль населения. Уровень городского населения — 86,9 %. Уровень грамотности — 91,2 %. Гендерное соотношение: 50,4 % — мужчины, 49,6 % — женщины.  

## Административное деление

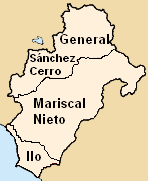
Провинции региона Мокегуа.

| № | Провинция                                     | Административный центр | Площадь, км² | Население, чел. |
| - | --------------------------------------------- | ---------------------- | ------------ | --------------- |
| 1 | Марискаль-Ньето (Mariscal Nieto)              | Мокегуа (Moquegua)     | 8 672        | 85 349          |
| 2 | Хенераль-Санчес-Керро (General Sánchez Cerro) | Омате (Omate)          | 5 682        | 14 865          |
| 3 | Ило (Ilo)                                     | Ило (Ilo)              | 1 381        | 74 649          |

## География

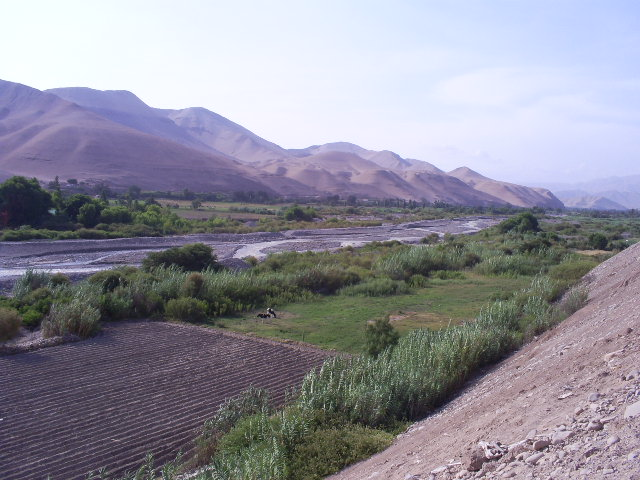
Типичный ландшафт

Регион характеризуется крайне засушливым климатом и наклонным характером рельефа: равнинная прибрежная коста, переходящая в Анды. Эту засушливую территорию пересекают редкие немноговодные реки, их поймы заняты под интенсивно возделываемые орошаемые сельскохозяйственные поля. Высшая точка — вулкан Убинас (5672 м).

## Достопримечательности
- Город Мокегуа — старинный перуанский город с колоритной колониальной архитектурой. На площади Пласа-де-Армас можно увидеть железную скульптуру Гюстава Эйфеля.
- Фруктовые долины — фруктовые сада, виноградники и ранчо в долинах рек посреди пустыни. Здесь производят известный перуанский алкогольный напиток писко, а также вина, фрукты, зерновые, животноводческую продукцию.
- Туристическая смотровая площадка — на вершине холма в окрестностях Мокегуа, откуда открывается вид на весь город. Там же находится статуя Белого Христа.
- Старинные колониальные винные заводы — основанные в XVI-XVIII веках, они по-прежнему производят писко и перуанские вина.
- Долины Карумас, Кучумбая и Сан-Кристобаль на севере региона — один из красивейших ландшафтов в стране, включающий земледельческие террасы инков, каньоны, горные реки и термальные источники. В окрестностях долин находятся высокие действующие вулканы Убинас и Тиксани.
- Берег Тихого океана. Прямо вдоль берега проходит Панамериканское шоссе, откуда открывается вид на открытую часть Тихого океана и его обрывистый скалистый берег.

## Галерея

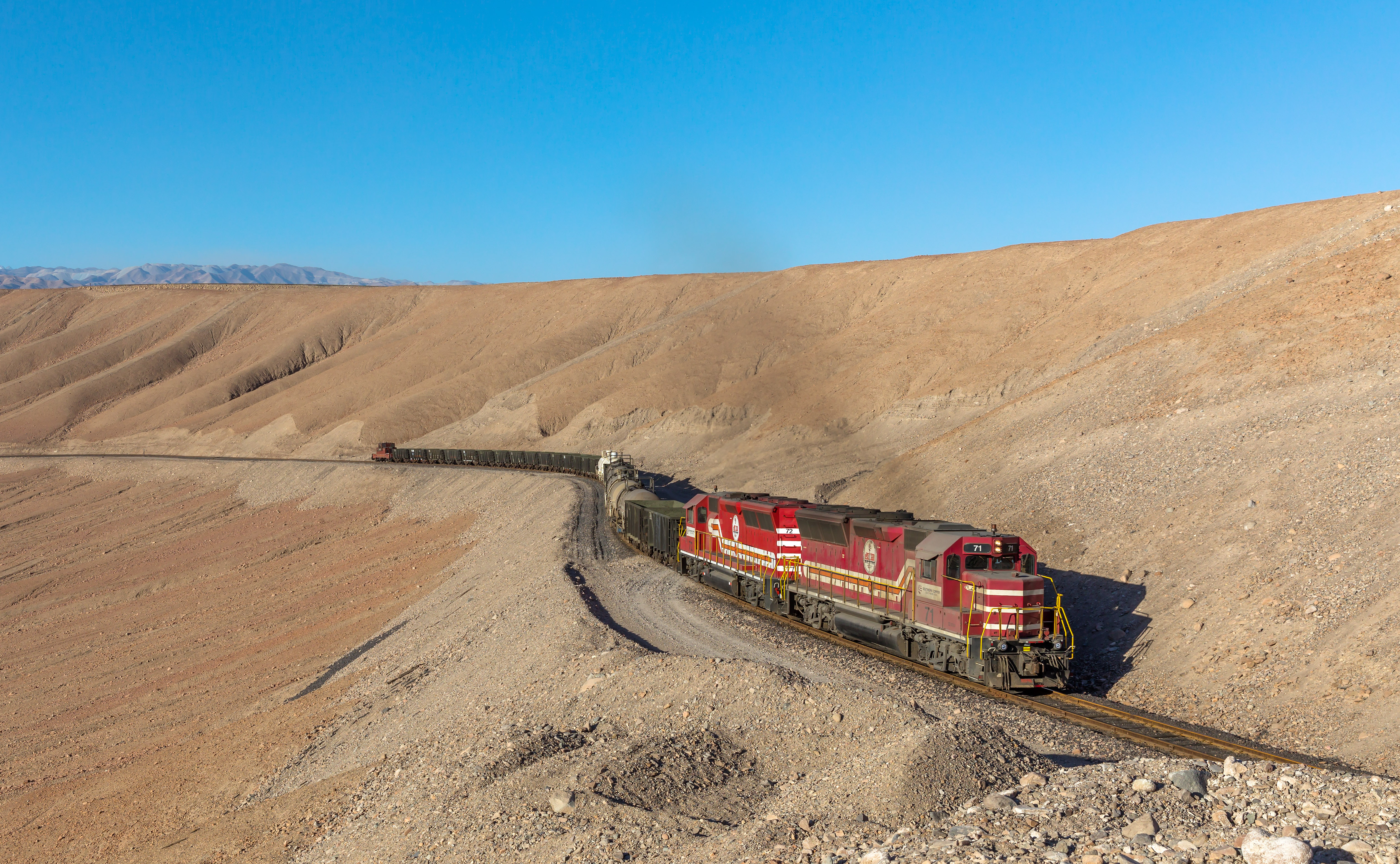
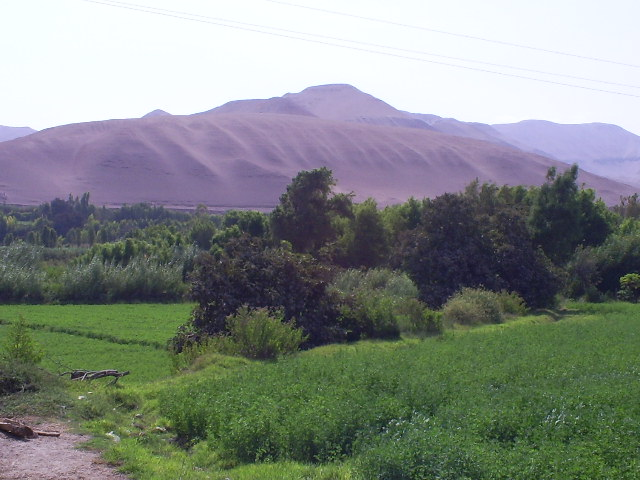
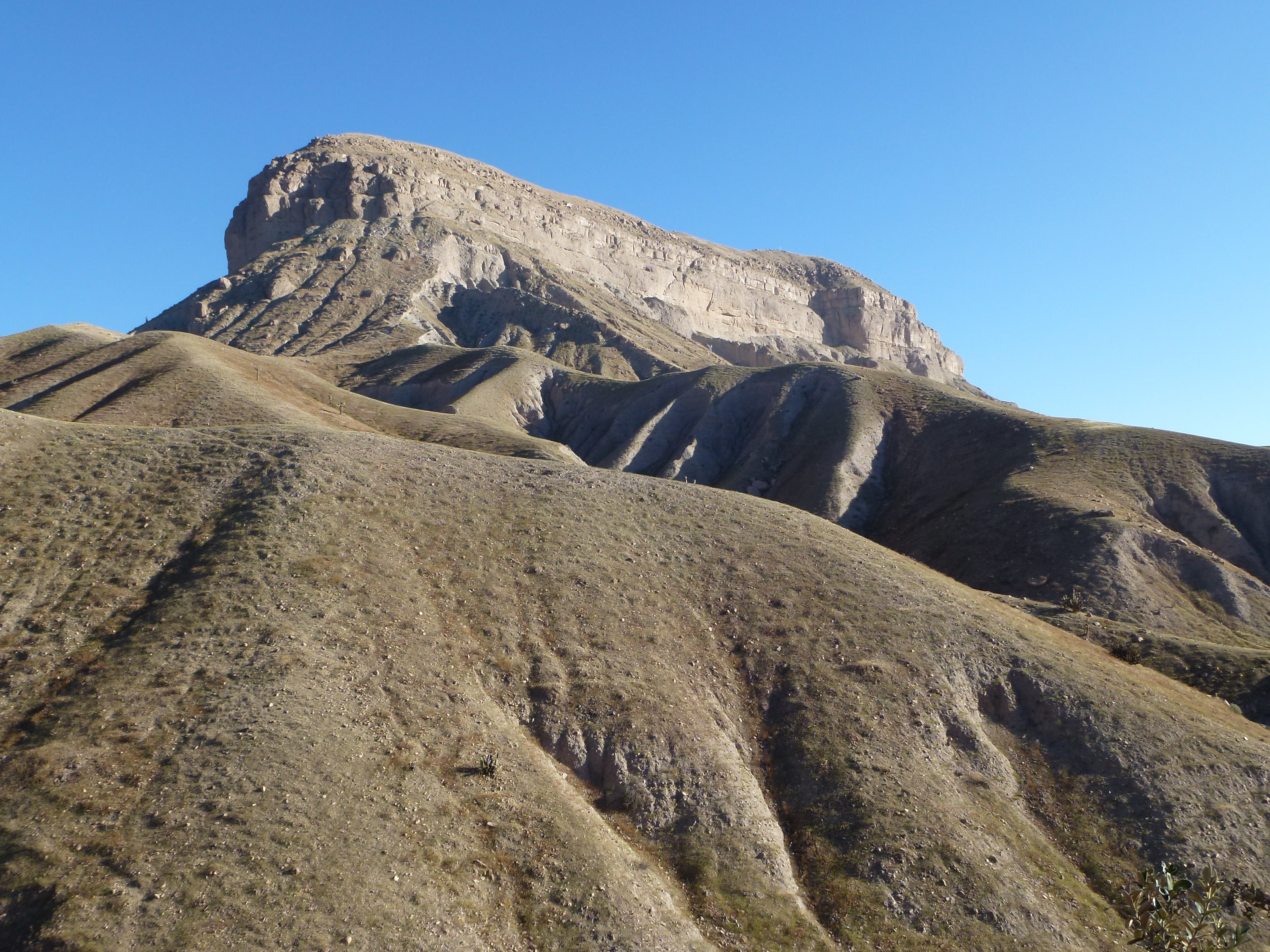
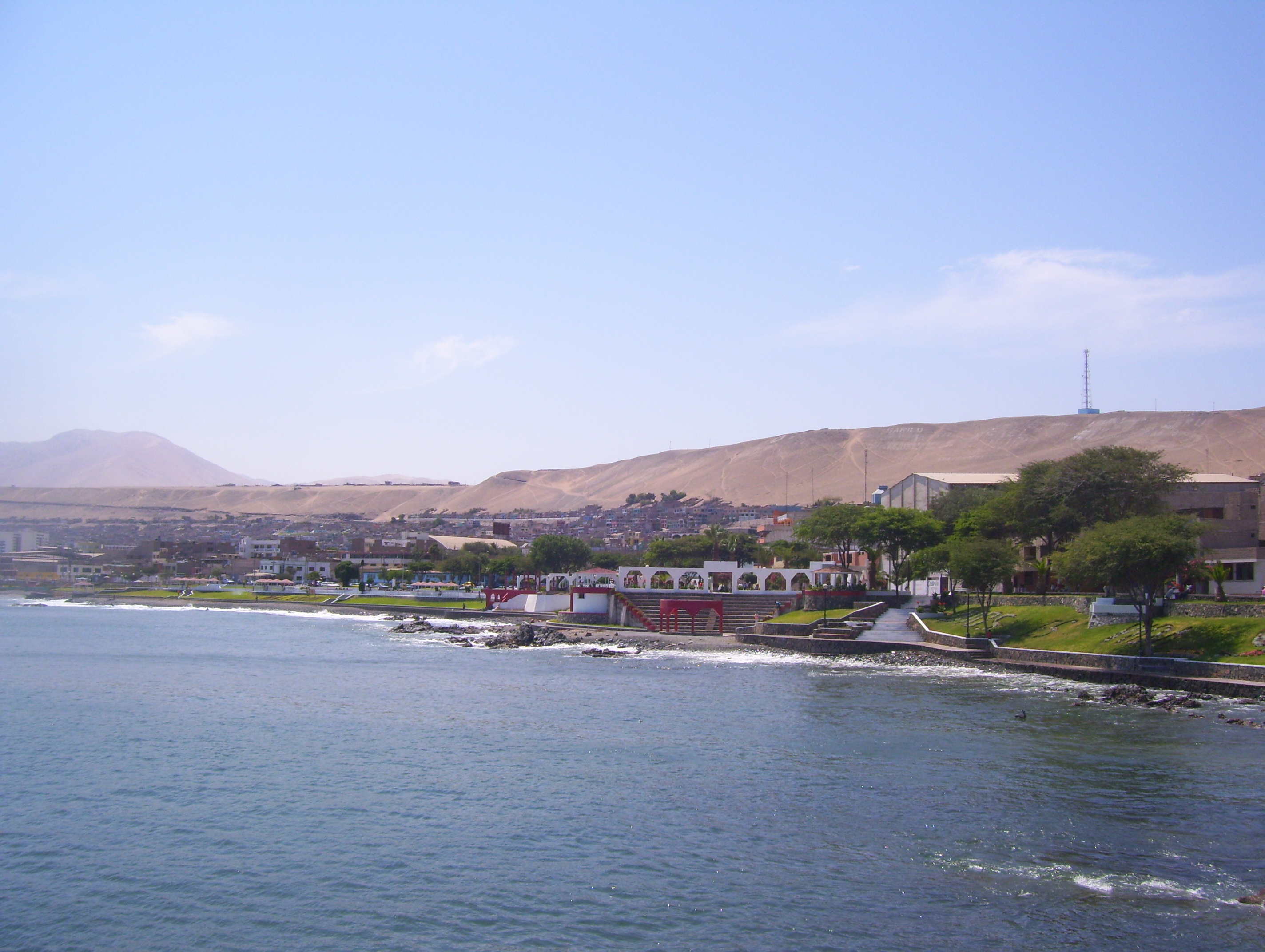
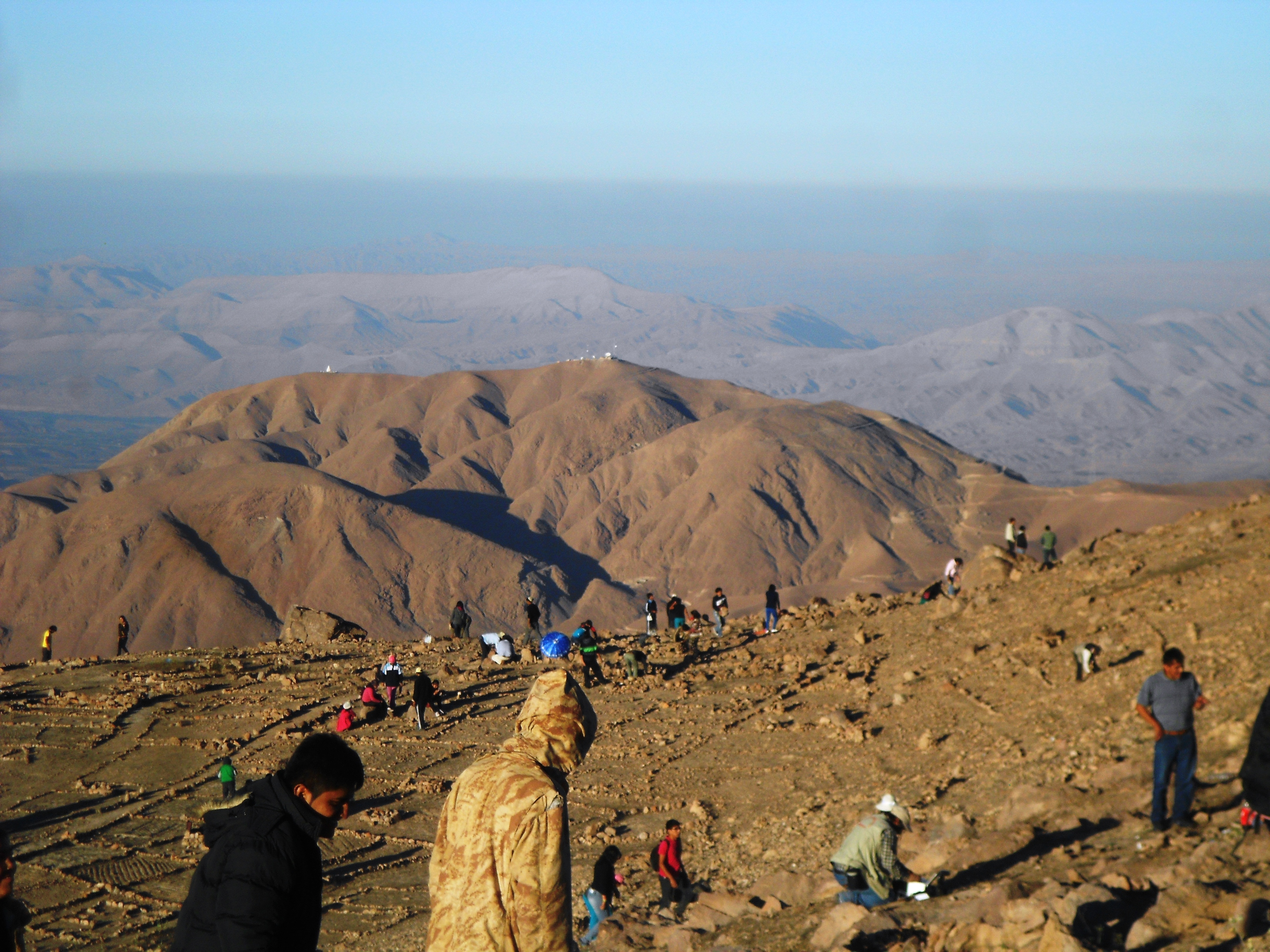
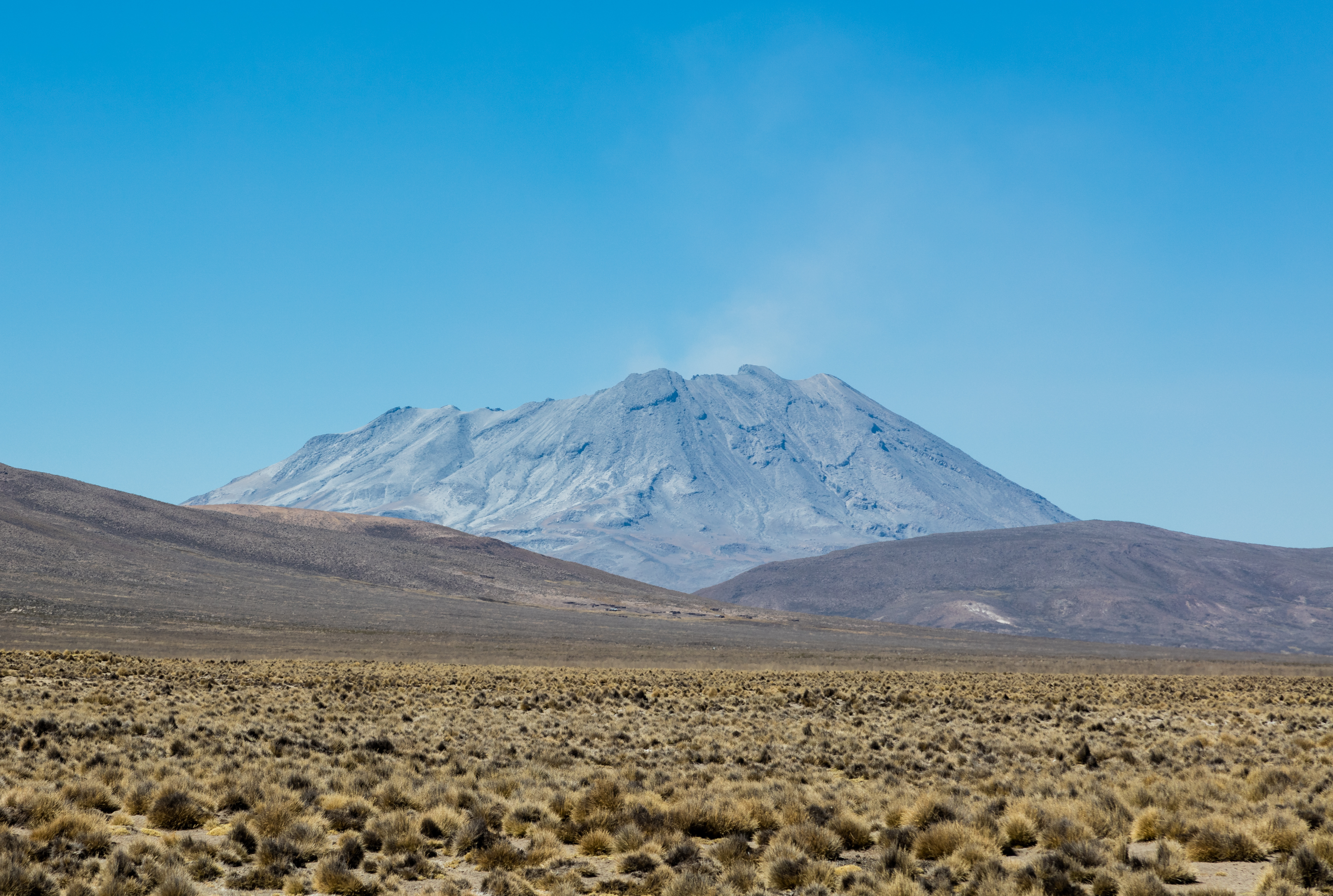
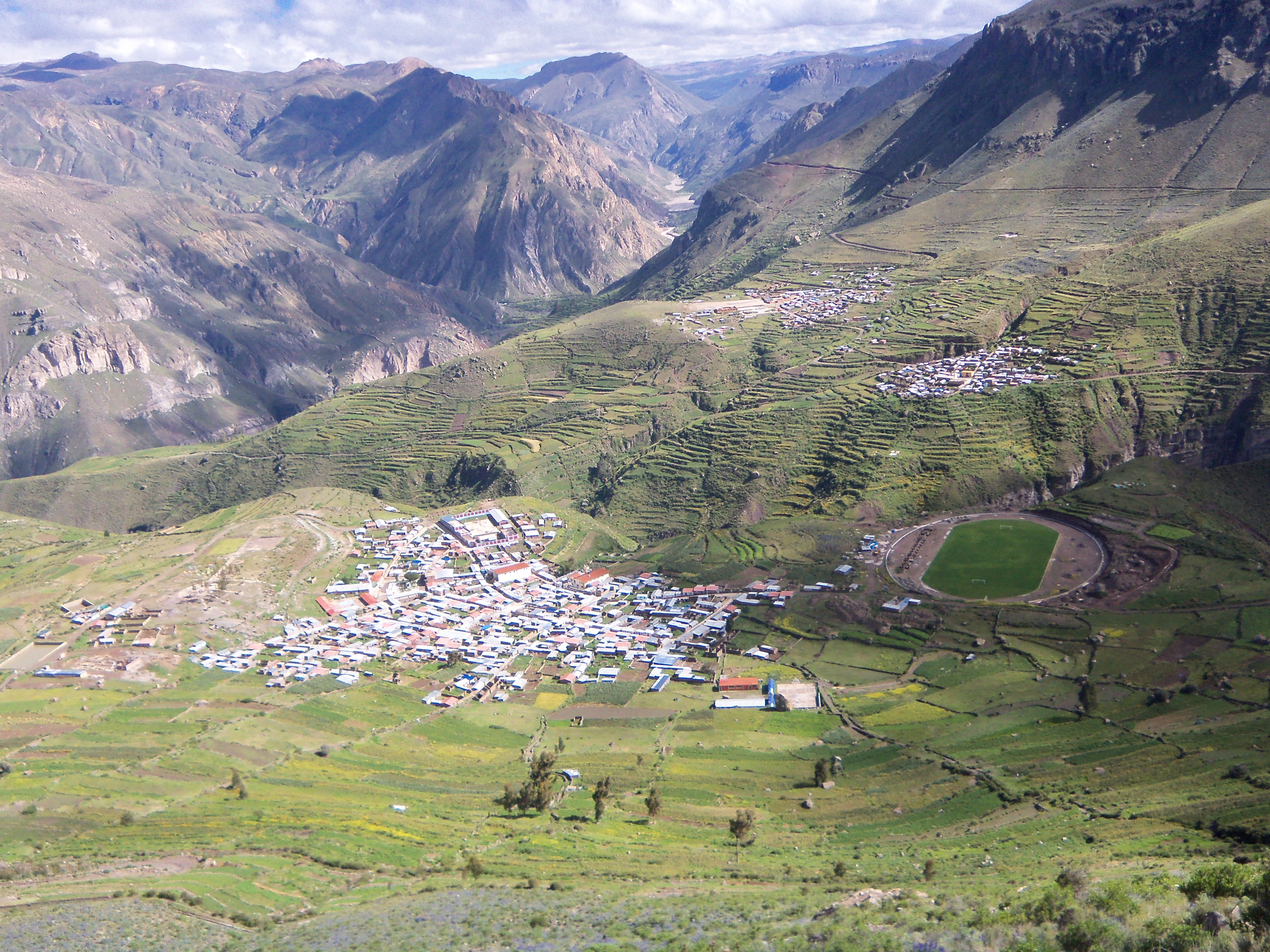